# 藤原健嗣
藤原 健嗣（ふじわら たけつぐ、1947年2月19日 - ）は、日本の経営者。旭化成社長を務めた。

## 経歴・人物
愛媛県西条市出身。1969年に京都大学工学部を卒業し、同年に旭化成工業に入社。取締役、常務執行役員を経て、2003年10月に旭化成ケミカルズ代表取締役社長兼社長執行役員に就任した。2009年4月に旭化成に戻り、副社長執行役員に就任し、取締役兼任を経て、翌年4月に代表取締役社長兼社長執行役員に昇格した。2014年4月に取締役副会長に就任し、2018年6月にコニカミノルタの取締役に就任した。